# اتو یان
اُتو یان (به آلمانی: Otto Jahn) (زادهٔ ۱۶ ژوئن ۱۸۱۳ – درگذشتهٔ ۹ سپتامبر ۱۸۶۹) باستان‌شناس، واژه‌شناس، و نویسندهٔ اهل آلمان بود.